# Przedstawiciele dyplomatyczni Polski w Grecji
Pierwsza oficjalna placówka dyplomatyczna RP w Grecji rozpoczęła działalność 24 maja 1919 w Atenach. Pierwszym polskim przedstawicielem dyplomatycznym, akredytowanym w Grecji był późniejszy prezydent RP – August Zaleski. Poselstwo polskie w Atenach zlikwidowano 22 kwietnia 1941, po agresji niemieckiej na Grecję. Od tej pory poseł polski był akredytowany przy emigracyjnym rządzie greckim działającym w Londynie, a następnie w Kairze.
Ponowne nawiązanie stosunków dyplomatycznych między Polską i Grecją miało miejsce 17 lipca 1945. Podobnie jak w okresie międzywojennym stosunki dwustronne realizowano na szczeblu poselstw. W 1963 rangę stosunków dwustronnych podniesiono do szczebla ambasad. Obecnie budynek ambasady mieści się w Atenach, przy ulicy Chrystanthemon 22 w dzielnicy Psichiko.

## Wykaz przedstawicieli dyplomatycznych Polski w Grecji
- 1919–1921 – August Zaleski (poseł)
- 1921–1924 – Mikołaj Jurystowski (poseł)
- 1924–1926 – Czesław Andrycz (chargé d’affaires)
- 1926–1934 – Paweł Juriewicz (poseł)
- 1934–1936 – Zygmunt Wierski (chargé d’affaires)
- 1936–1942 – Władysław Günther-Schwarzburg (poseł)
- 1942–1943 – Roger Adam Raczyński (poseł)
- 1943–1945 – Paweł Czerwiński (chargé d’affaires)
- 1945 – Roger Adam Raczyński (poseł)
- 1956–1960 – Aleksander Małecki (poseł)
- 1959–1960 – Wacław Klimas (chargé d’affaires)
- 1960–1966 – Zygmunt Dworakowski
- 1966–1970 – Henryk Golański[1]
- 1972–1975 – Stanisław Dobrowolski
- 1975–1979 – Jan Bisztyga
- 1979–1984 – Janusz Lewandowski
- 1984–1989 – Józef Tejchma
- 1988–1989 – Henryk Jurgiel (chargé d’affaires)
- 1989–1992 – Janusz Lewandowski
- 1992–1997 – Ryszard Żółtaniecki
- 1997–2001 – Wojciech Lamentowicz
- 2001–2005 – Grzegorz Dziemidowicz
- 2005–2006 – Maciej Górski
- 2006–2007 – Maciej Lang (chargé d’affaires)
- 2007–2012 – Michał Klinger
- 2012–2014 – Maciej Krych
- 2015–2019 – Anna Barbarzak
- 2020–2024 – Artur Lompart
- od 2024 – Wojciech Ponikiewski (chargé d’affaires)